# Spilosoma sagittifera
Spilosoma sagittifera là một loài bướm đêm thuộc phân họ Arctiinae, họ Erebidae.